# 알리코 단고테
알리코 무함마드 단고테(영어: Aliko Mohammad Dangote, 1957년 4월 10일 ~ )는 단고테 그룹과 단고테 정유소에서 핵심적인 역할을 한 것으로 알려진 나이지리아의 기업인이다. 2011년, 그는 굿럭 조너선 대통령에 의해 경제경영팀의 일원으로 임명되었다. 단고테는 세계에서 가장 부유한 흑인이다. 2025년 3월 기준 포브스는 그의 순자산을 238억 달러로 추정한다.
1977년, 단고테는 처음으로 상품을 거래하는 작은 회사인 단고테 그룹을 설립하여 설탕, 소금, 식품을 수입했다. 1981년, 그는 단고테 나이지리아 리미티드와 블루 스타 서비스를 설립했으며, 두 회사 모두 쌀, 강철 및 알루미늄 제품과 같은 벌크 자재를 수입했다. 회사의 대량 판매와 시멘트 수요 증가에 따라 단고테는 단고테 시멘트를 설립했는데, 이 회사는 당시 아프리카 국가에 시멘트를 수입하는 것으로 알려진 프랑스 시멘트 제조 회사인 라파르주와 경쟁했다. 2023년 기준, 단고테 시멘트는 약 37억 달러의 매출을 올렸으며, 단고테 설탕 정유소는 나이지리아와 아프리카에서 가장 큰 설탕 생산 업체 중 하나로 선정되었다.
단고테의 정치 활동과 견해는 그를 아프리카에서 공인으로 만들었다. 그는 또한 나이지리아의 경제에 대한 영향력으로도 알려져 있으며, 이로 인해 2011년 굿럭 조너선에 의해 나이저 대사령관으로 선정되었고 2014년 타임지 선정 세계에서 가장 영향력 있는 100인에 이름을 올렸다.

## 초기 생활

### 가족
알리코 무함마드 단고테는 1957년 4월 10일 영국령 나이지리아 카노주 카노에서 태어났다. 그의 이름 "알리코"는 그의 외할아버지인 사누시 단타타가 지어주었는데, 이는 "인류를 수호하는 승리자"를 의미한다.
유명한 나이지리아 가문에서 태어난 단고테는 하우사인 혈통이다. 무슬림으로 자란 그는 마드라사에서 교육을 받았고 공립학교에서 초등 교육을 마쳤다.
그의 어머니인 마리야 (성씨 단타타)는 부유한 가문 출신으로, 사업가이자 자선가였다. 그의 아버지 무함마드 단고테 역시 사업가였으며, 운송 회사를 소유하고 있었다.
알리코에게는 세 명의 형제가 있었다: 대장암으로 사망한 사업가 사니 단고테; 1996년 사니 아바차의 아들과 함께 비행기 추락 사고로 사망한 벨로; 그리고 2013년 뇌졸중으로 사망한 가르바.
단고테의 가족은 영향력 있는 사업가였다. 그의 외증조부인 알하산 압둘라히 단타타는 1955년 사망할 때까지 서아프리카에서 가장 부유한 사람이었다. 사업 경력 동안 알하산은 가나에서 콜라나무를 수입하고 땅콩을 해외로 수출했다. 단고테의 아버지가 1965년에 사망한 후, 그는 유산을 자선 단체에 기부했다. 그는 외할아버지 사누시와 외삼촌 우스만 아마카 단타타를 아버지 같은 인물로 꼽는다.

### 교육 및 결혼

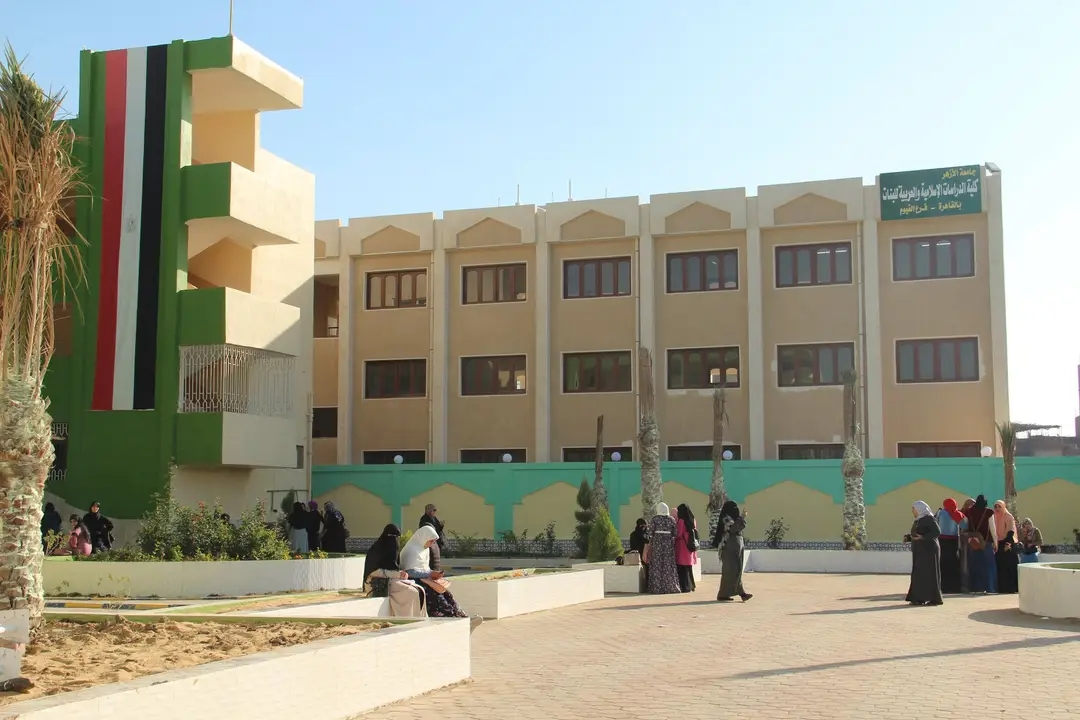
단고테는 카이로에 있는 알아즈하르 대학교에서 대학교육을 받았다.

단고테는 셰이크 알리 쿠마시 마드라사에서 초등 교육을 받았고 나중에 카노의 캐피탈 고등학교를 졸업했다. 1978년, 그는 중등 교육을 받은 비르닌 쿠두 주립 대학교를 졸업했다.
그는 중등 교육을 마친 후 나이지리아를 떠나 이집트로 가서 카이로, 이집트의 알아즈하르 대학교에서 경영학을 전공하여 경영학 학사 학위를 취득한 후 라고스로 돌아와 사업을 시작했다.
단고테는 네 명의 자녀를 두었는데, 세 명의 딸과 입양아 압둘라흐만이다. 나이지리아 웹사이트 Legit.ng에 따르면, 단고테와 달리 그의 아내들은 대중의 주목을 싫어했으며, 이것이 그들에 대한 미디어 정보가 거의 없는 이유일 수 있다고 한다. 20세인 1977년에 그는 풍습에 따라 부모가 선택한 첫 번째 아내 자이납과 결혼했다. 그들은 마리아와 할리마를 낳았다. 이 부부는 불명확한 해에 이혼했다. 불명확한 날짜에 그는 전 바우치주 여성 및 인적 서비스 국장의 딸인 마리야 무함마드 루파이와 결혼했다. 이 결혼을 통해 그는 셋째 딸 파티마를 두었다. 이 부부는 2017년에 이혼했다.

## 사업 경력

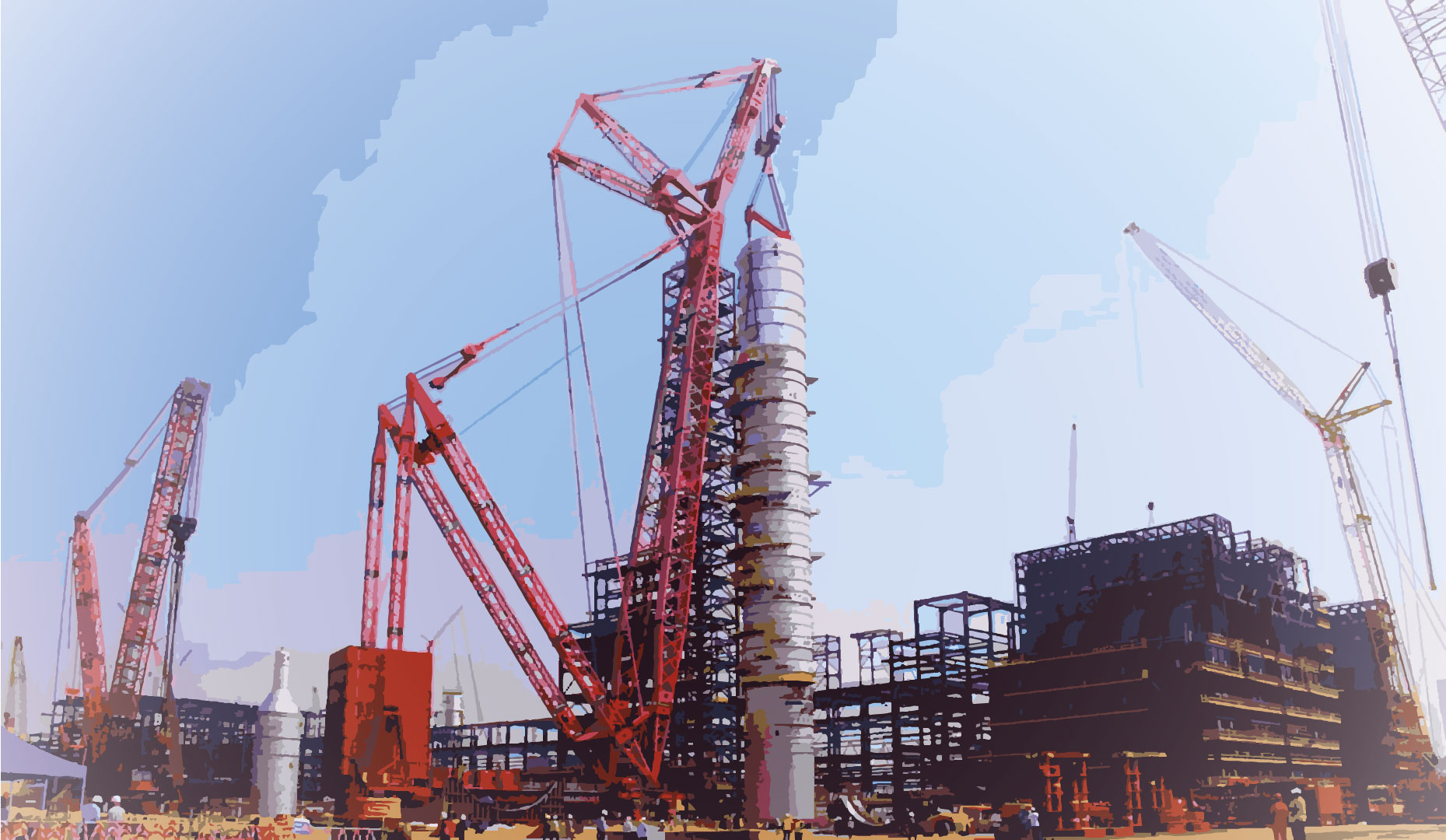
단고테 정유소의 증류탑

단고테는 삼촌에게서 받은 3000달러의 대출로 첫 사업을 시작했다. 그는 식품을 거래했고, 여덟 살 때 삶은 설탕 사탕을 친구들에게 팔아 사업적 감각을 키웠고, 그 수익을 모았다고 한다. 그는 나이지리아 정부의 수입 면허를 얻어 1970년대 중후반 나이지리아 시멘트 아르마다가 기간 동안 자신의 사업에 시멘트를 추가했다. 이 기간 동안 정부는 인프라 및 개발 프로젝트를 위해 1600만 미터톤의 시멘트 수입을 명령했지만, 많은 시멘트 선적 선박이 라고스 항구에 남아 있었고, 다른 선박은 침몰했다. 그들은 지연에 대한 보상으로 체선료를 받았다. 이 기간 동안 단고테는 트럭을 구입하고 자신의 시멘트도 운반하는 화물 운송 사업을 시작했다.
1977년 단고테의 회사는 파스타, 소금, 설탕, 밀가루만 생산했다. 1981년 그는 회사를 복합기업으로 확장하여 섬유, 설탕, 밀가루, 소금, 석유 및 가스, 부동산을 거래했다. 그는 1998년 시멘트 사업을 시작하기 위해 나이지리아로 돌아오기 전에 애틀랜타에 머물렀지만, 그의 라고스 설탕 정유소는 세계에서 두 번째로 큰 규모가 되었다. 단고테 그룹은 아프리카에서 가장 큰 복합기업 중 하나로 평가받고 있다. 2000년, 그의 친구 올루세군 오바산조가 1999년 나이지리아 대통령 선거에서 승리한 후, 나이지리아 정부는 현재는 없어진 베누에주 그보코에 있는 국영 기업인 베누에 시멘트 회사(BBC)를 민영화하여 단고테가 베누에에서 시멘트 사업을 확장할 수 있도록 했다. 코기주의 단고테 오바자누 시멘트 공장은 사하라 이남 아프리카에서 가장 큰 시멘트 공장이 되었다. 2010년, 그룹은 남아프리카 공화국의 세파쿠 시멘트 일부를 인수했다.
2012년 7월, 단고테가 아파파 항구 단지의 버려진 땅을 임대하기 위해 나이지리아 항만청에 요청한 것이 승인되었다. 2022년 2월, 그는 푸조 제조사의 모회사인 스텔란티스와의 파트너십에 따라 나이지리아 푸조 조립 시설의 완공을 발표했다. 단고테는 아프리카에서 가장 큰 정유소인 단고테 정유소의 소유주가 되었다. 이 시설은 2023년에 가동을 시작했다.

## 정치 활동
단고테의 사업적 이해관계와 자선 활동은 베냉, 카메룬, 가나, 나이지리아, 남아프리카 공화국, 토고와 같은 아프리카 국가들로 확대된다.

### 나이지리아
단고테는 2003년 친구인 올루세군 오바산조 대통령의 재선 캠페인에 핵심적인 지지자였다. 그는 캠페인에 2억 나이지리아 나이라 이상을 기부했다. 2011년, 그는 굿럭 조너선 대통령에 의해 경제경영팀의 일원으로 임명되었다.
단고테는 무하마두 부하리 대통령의 2019년 나이지리아 대통령 선거 재선 캠페인의 고문으로 지명되었다. 페미 오테돌라도 함께 이름을 올렸지만, 두 사람 모두 대변인은 전화와 논평 요청에 응답하지 않았다. 단고테는 2014년 에볼라 출혈열 발생 퇴치를 돕기 위해 1억 5천만 나이지리아 나이라를 기부했다. 2020년, 그는 코로나바이러스감염증-19 퇴치를 지원하기 위해 2억 나이지리아 나이라를 기부했다.
나이지리아는 단고테 정유소를 높은 유가 문제의 해결책으로 기대했지만, 대신 독점적 도전에 직면했다. 단고테, NNPC 리미티드, 그리고 석유 판매상들 사이에서 이해관계 충돌로 인해 긴장이 고조되고 있다.
단고테의 복합기업은 나이지리아의 시멘트 및 설탕 산업을 장악하고 있으며, 경쟁사들은 그의 자원과 정부 지원 혜택에 맞서 어려움을 겪고 있다. 라고스에 있는 그의 정유소는 세금 면제를 포함한 정부의 양보 의혹으로 인해 연료 공급의 독점화, 물가 상승 및 경쟁 감소의 위험과 같은 우려를 불러일으켰다. 나이지리아 신문.

### 베냉
단고테의 사업적 이해관계는 베냉 공화국으로 확장되며, 그는 시멘트 사업에 투자했다. 그의 회사인 단고테 시멘트는 베냉에 시멘트 공장을 설립했다.

### 가나
가나에 단고테는 시멘트 공장을 설립했으며 시멘트 및 기타 상품의 수입을 지원했다.

## 비판
2014년 뱅가드 뉴스의 기명 논평에서 전 나이지리아 방송 서비스 국장 사아다투 모디보 카우는 단고테의 수입원을 의문시했다. 그는 단고테가 나이지리아 시장, 특히 국가의 민간 통치 전환 이후 혜택을 받고 있다고 썼다. 그는 나이지리아 통계청을 인용하여 많은 나이지리아인이 더 가난해졌다고 언급했다. 포브스가 단고테를 찬양하는 것을 비판하면서 그는 포브스를 "초자본주의 잡지"라고 불렀다.
단고테는 1999년 오바산조의 대통령 선거를 지지한 것으로 알려졌으며, 이에 따라 오바산조는 그에게 시멘트, 설탕, 쌀의 "독점" 수입권을 제공했다. 2007년 위키리크스에 2011년 공개된 외교 전문에서 라고스의 미국 총영사 브라이언 브라운은 단고테가 2003년 오바산조의 재선 캠페인 자금 지원에 대한 대가로 특혜를 받았다고 시사했다. 단고테는 이 주장을 부인했다.

## 개인 생활
단고테는 2011년 조너선 대통령의 경제 경영팀 및 일자리 창출 위원회 위원이었다. 또한 같은 해 11월에는 나이지리아에서 두 번째로 높은 영예인 나이저 대사령관 훈장을 받았다. 그는 이 영예를 받은 첫 비정부 인물이었다.
2012년과 2013년, 그는 이베토 시멘트가 불법 세금 감면을 받고 있다고 주장하며 클레투스 이베토를 고소했다. 그는 자선가이며, 그의 재단인 단고테 재단과 함께 나이지리아의 사회 및 교육 부문에 기여했다고 알려져 있다. 2011년, 그는 2011년 나이지리아 대통령 선거에서 발생한 폭력으로 인해 이재민이 된 각 사람에게 60달러를 기부했다고 알려져 있다.
단고테는 다섯 명의 손주를 두고 있다. 그는 2012년 가족을 월트 디즈니 월드 리조트에 데려갔다.

## 유산
단고테는 2007년 나이지리아 최초의 억만장자가 되었다. 2012년 가디언은 그가 아프리카에서 가장 부유한 사람이자 "세계에서 가장 부유한 흑인"이라고 썼다. 나이지리아 신문인 뱅가드에 따르면, 블룸버그 L.P. 억만장자 지수는 2013년에 단고테의 재산이 92억 달러 증가했다고 보도했다. 2015년 스위스 리크스는 그가 영국 대학 은행인 HSBC의 고객이었으며, 이로 인해 영국령 버진아일랜드에 자산을 가지고 있음을 밝혔다.
NEMT의 일원으로 활동하는 동안, 단고테는 2011년 굿럭 조너선 대통령에 의해 나이저 대사령관(GCON)을 수여받았다. 그는 이 영예를 받은 첫 비정부 공식 인사였다. 2014년 4월, 타임은 그를 세계에서 가장 영향력 있는 100인에 포함시켰다. 2015년 단고테는 블룸버그 선정 "세계에서 가장 영향력 있는 50인"에 이름을 올렸고, 가디언 올해의 인물 상을 수상했으며, 런던 기반 잡지 뉴 아프리칸 선정 가장 영향력 있는 아프리카인 100인 중 한 명으로 선정되었다.
단고테는 2016년 9월 미국 상공회의소에 의해 미-아프리카 비즈니스 센터의 공동 의장으로 지명되었다. 그는 2022년 8월 부하리에 의해 나이지리아 말라리아 퇴치 위원회 의장으로 임명되었다.
2025년 4월 단고테의 68번째 생일을 맞아, 그의 절친한 친구이자 사업 파트너인 페미 오테돌라는 소셜 미디어 플랫폼 X의 자신의 페이지를 통해 그를 "아프리카에서 나온 가장 위대한 기업가"라고 묘사했다.

## 수상 및 영예
단고테는 2011년 굿럭 조너선에 의해 경제 경영팀의 일원으로 임명되었다. 2017년, 그는 2019년 선거에서 나이지리아 대통령 출마설을 부인했으며, 무하마두 부하리의 재선 캠페인 특별 자문 위원회에서 활동했다.
단고테는 공중 보건 문제에 대해 빌 & 멀린다 게이츠 재단과 함께 일했다. 2014년 8월, 그는 나이지리아 정부의 에볼라 출혈열 치료 및 예방 노력을 돕기 위해 1억 5천만 나이라를 기부했다. 2016년 5월, 그는 보코 하람 반란의 영향을 받은 나이지리아인들을 지원하기 위해 천만 달러를 약정했다. 2020년 3월, 그는 나이지리아에서 코로나바이러스감염증-19 확산을 막기 위해 2억 나이라를 기부했다.
단고테는 잉글랜드 축구팀 아스널 FC의 팬이며 2019년 구단 인수에 관심을 보였다. 2020년, 그는 아부자에 있는 모슈드 아비올라 국립 경기장 개조를 돕기 위해 나이지리아 스포츠부에 기부했다.
- 2011년, 단고테는 굿럭 조너선 대통령에 의해 나이지리아에서 두 번째로 높은 영예인 나이저 대사령관 훈장을 받았다.
- 2021년, 나이지리아 고용주 컨설팅 협회에서 평생 공로상 수상.[57][58] 그는 2023년에도 수상했다.[59]
- 2011년, 그는 포브스 세계 억만장자 목록에 처음으로 이름을 올린 나이지리아인이자 프로필이 작성되었다.[60]
- 2012년 언스트 앤 영 올해의 기업가 상[61]
- 2024년 사비스테이션 비즈니스 오너스 어워드[62]
- 2024년 마키 살 대통령으로부터 사자 국가 훈장 수상[63]
- 2022년 모하메드 바줌 대통령으로부터 나이저 공로 훈장 수상[64]
- 2024년 이코노믹 컨피덴셜 올해의 CEO[65]
- 2020년, 단고테 그룹은 CNN 광고상 수상[66]

## 내용주
1. ↑  땅콩과 땅콩은 1950년대 원유 발견 전까지 나이지리아의 주요 수출품이었다.[6]
2. ↑  NEMT는 국립 경제 경영 팀을 의미한다.
3. ↑  GCON은 나이지리아에서 수여되는 두 번째로 높은 영예이다.[39]

## 참고 자료
- Iheka, Cajetan N. (2011). 《Dangote, Aliko》. England: 옥스퍼드 대학교 출판부. ISBN 9780199857258.
- Wilson, H. W. (2015년 1월 7일). 《Current Biography Yearbook-2014》. H. W. Wilson. ISBN 978-1-61925-430-5.